# Claudia (film)
Série Claudia
Claudia et David (1946)
Pour plus de détails, voir Fiche technique et Distribution.
Claudia est un film américain en noir et blanc réalisé par Edmund Goulding, sorti en 1943 et inspiré d'une pièce de théâtre de Rose Franken (1941).
Une suite sera tournée en 1946, Claudia et David.

## Synopsis
La jeune Claudia Naughton rend la vie de son mari David difficile car elle ne supporte pas de vivre loin de sa mère. Elle a également peur que son mari ne la trouve pas assez séduisante. Pour remédier à ces problèmes, Claudia vend la ferme du couple à une chanteuse d'opéra, pour obliger les époux à revenir vivre en ville, près de sa mère. Elle essaye également de rendre son mari jaloux en flirtant avec un voisin. Lorsqu'elle découvre qu'elle est enceinte et que sa propre mère est gravement malade, Claudia doit néanmoins se résoudre à murir.

## Fiche technique
- Titre : Claudia
- Réalisateur : Stanley Donen
- Scénario : John Golden, Morrie Ryskind, d'après la pièce Claudia de Rose Franken (1941)
- Producteur : William Perlberg et William Goetz
- Société de production et de distribution : 20th Century Fox
- Musique : Alfred Newman
- Photographie : Leon Shamroy
- Montage :	Robert L. Simpson
- Pays d'origine : États-Unis
- Format : noir et blanc - 1.37:1 - 35 mm - son : Mono (Western Electric Recording)
- Genre : comédie dramatique
- Durée : 91 min
- Date de sortie :
  - États-Unis : 4 novembre 1943

## Distribution
- Dorothy McGuire : Claudia Naughton
- Robert Young : David Naughton
- Ina Claire : Mme Brown, la mère de Claudia
- Reginald Gardiner : Jerry Seymour, le voisin
- Olga Baclanova : Madame Daruschka, la chanteuse
- Jean Howard : Julia, la sœur de David
- Frank Tweddell : Fritz
- Elsa Janssen : Bertha, la gouvernante